# مسجد أغا (كاشان)
مسجد أغا (بالفارسية: مسجد آقا) هو مسجد تاريخي يعود إلى عصر الدولة البهلوية، ويقع في كاشان.